# Giuseppe Sciuti

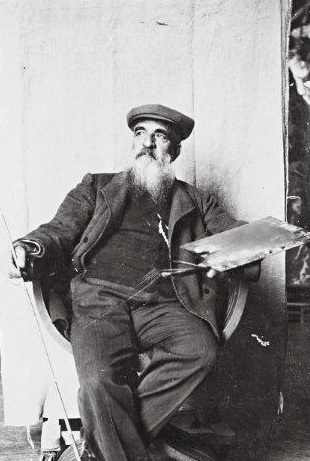
Giuseppe Sciuti nel suo studio di Roma.

(Corrado Ricci, 1911)
Giuseppe Sciuti, all'anagrafe Giuseppe Sciuto (Zafferana Etnea, 26 febbraio 1834 – Roma, 13 marzo 1911), è stato un pittore italiano.

## Biografia
Giuseppe Sciuti nasce il 26 febbraio 1834 a Zafferana Etnea (CT) da Salvatore, farmacista, e Caterina dei baroni Costa di Acireale.
Sin da ragazzo dimostra una spiccata attitudine per il disegno e i colori, e viene affidato allo scenografo Giuseppe Distefano, passando poi alla scuola del pittore Giuseppe Rapisardi, dove studia ornato e prospettiva, e di Giuseppe Gandolfo, il quale gli consiglia di recarsi a Roma o a Firenze per affinare la sua tecnica.
Ma l'eruzione dell'Etna del 1852 distrugge i poderi paterni, notevole fonte di reddito, e ciò gli impedisce di proseguire gli studi fuori dalla Sicilia e lo costringe a guadagnarsi da vivere presso un decoratore acese, Giuseppe Spina. È in questi anni che comincia a dipingere le prime sue importanti opere, benché ancora stilisticamente immature; tra queste sono da ricordare L'eruzione dell'Etna (1852), conservato nel Museo Interdisciplinare Regionale di Catania, e San Giuseppe col Bambino (1854), pala d'altare della Chiesa madre di Zafferana.
Sciuti comincia a produrre lavori ben apprezzati, tanto da meritare dal Comune di Catania l'assegnazione di una borsa di studio, che gli permette di recarsi a Roma e a Firenze con la volontà decisa di perfezionarsi e di affermarsi. In breve le sue tele acquistano un valore altissimo, prendendo nelle esposizioni d'arte un posto di rilievo e premi cospicui. Comincia così a viaggiare, fermandosi nelle città più importanti (Napoli, Sassari, Lugano, Londra), e ricevendo l'apprezzamento dei migliori artisti.
Nel 1888 espone a Londra, presso il Palazzo di Cristallo, molti quadri che attirano l'interesse degli inglesi e invogliano il colonnello F. T. North ad acquistarli tutti per un valore di diecimila sterline.
Nel 1896 torna a Catania per affrescare la volta e la cupola della Basilica Collegiata; nello stesso periodo produce moltissime altre opere, tra cui un grande dipinto, Il Benessere e le Arti, custodito presso il Palazzo Municipale di Zafferana Etnea, e la Madonna dei Bambini, opera molto delicata conservata presso la chiesa Sant'Agata la Vetere di Catania.
Nel 1902 gli vengono commissionati diversi lavori ad Acireale, dove affresca le volte del Palazzo Calanna, della cappella del Castello dei baroni Pennisi di Floristella e della  navata centrale della cattedrale, quest’ultima con vaga stesura preraffaellita.
Muore a Roma il 13 marzo 1911, nell'abitazione di Via de' Villini fuori porta Pia, a 77 anni compiuti.
Egli, di bassa statura fisica (circa 1,50 m), amò paradossalmente dipingere tele di vaste dimensioni, solitamente di 5 × 8 m; i suoi più grandi dipinti furono  infatti il telone del Teatro Massimo di Catania Il trionfo dei catanesi sui libici (12 × 14 m) e di quello di Palermo Uscita di Ruggero II dal Palazzo Reale (14 m di base).
La sua produzione fu numerosissima; non c'è importante pinacoteca pubblica del mondo che non possegga un lavoro di Sciuti, come non c'è prestigiosa collezione privata di quadri dell'Ottocento che non ne abbia qualcuno a sua firma.

Giuseppe Sciuti e Mario Rapisardi.

Nell'ultimo periodo Giuseppe Sciuti predilesse la rappresentazione di grandi fatti storici e di battaglie celebri; fu sempre suo intento comporre larghe scene in cui l'emozione scaturisse dalla grandiosità della linea totale e dalla varietà dei particolari. Ecco perché lo storico dell'arte Corrado Ricci, appresa la notizia della sua morte, dichiarò: «Piango vivamente la morte dell'illustre artista vivificatore della storia».
Venne ragionevolmente considerato come il maggiore freschista siciliano dell'Ottocento.

## Elenco completo delle opere
A meno delle opere sconosciute e non attribuite:
- Eruzione dell'Etna, olio su tela (1852) - Catania - Casa Museo Giovanni Verga (Catania, via Sant'Anna, n.8).
- L'Addolorata, olio su tela (1852) - Zafferana Etnea, coll. privata.
- Ambasceria di Giovanni Paternò al Pontefice Eugenio IV nel 1444 - Catania, coll. privata
- San Giuseppe col Bambino, bozzetto olio su tela (1852?) - Zafferana Etnea, coll. privata.
- Paesaggi, animali e scena marina, affresco (1852-'60?) - Giarre, coll. privata.
- Il trionfo di Galatea, affresco (1852-'60?) - coll.privata Riposto, studio notarile Patti.
- Soffitto con quattro medaglioni laterali e un medaglione centrale, affresco (1852-'60?) - coll. privata. Riposto, studio notarile Patti.
- Soffitto con figura centrale femminile, maschera, armature (allegoria della Sicilia), affresco (1852-'60?) - Giarre, coll. privata - studio avvocato A.Scandurra.
- Soffitto con sei medaglioni con paesaggi e uno stucco centrale con natura morta, affresco (1852-'60?) - Giarre, coll. privata.
- Danae e la pioggia d'oro (La Fortuna), olio su rame (1854?) - Zafferana Etnea, coll. privata.
- Santa Giuliana in ginocchio, olio su tela (1854?) - Zafferana Etnea, coll. privata.
- San Giuseppe col Bambino, olio su tavola (1854) - Zafferana Etnea, Chiesa Madre.
- Ritratto della madre, olio su tela (1860?) - Palermo, coll. privata.
- La tradita, olio su tela (1863-'65?) - Catania, Municipio.
- La vedova, olio su tela (1863-'65?) - Catania, Municipio.
- Peppa la cannoniera, olio su tela (1865) - Già al Museo Civico del Castello Ursino di Catania, distrutto da un incendio nel 1944.
- Regalo di nozze, olio su tela (1865?) - Catania, Museo Civico del Castello Ursino.
- Madre del Barone Zappalà, olio su tela (1865) - Catania, Museo Civico del Castello Ursino.
- Ritratto di don Giuseppe Sciuti, olio su tela (1865?) - Zafferana Etnea, coll. privata.
- Ritratto di bambino, olio su tela (1865?) - Modena, coll. privata.
- Ritratto del figlio Eugenio, olio su tela (1867?) - Roma, coll. privata.
- La Carità (Visitare gli infermi), bozzetto olio su tela (1867) - Catania, Museo Civico del Castello Ursino.
- Studio di Pompei, olio su tela (1869?) - Modena, coll. privata.
- Studio di Pompei, olio su tela (1869?) - Modena, coll. privata.
- Studio di colonne doriche, olio su tela (1869?) - Modena, coll. privata.
- Un fanciullo che torna premiato dalla scuola, olio su tela (1869) - Roma, coll. privata.
- La pace domestica, olio su tela (1870) - Napoli, Museo San Marco.
- Personaggio per un'opera lirica, bozzetto olio su tavola (1870) - Catania, coll. privata.
- Zingara, olio su tela (1870?) - Roma, coll. privata.
- I prigionieri di Castelnuovo, olio su tela (1872) - Coll. ignota.
- il tradimento, olio su tela (1871) - coll. privata. Prof. Gianfranco Pappalardo Fiumara
- Pindaro che esalta un vincitore dei Giochi Olimpici, olio su tela (1872) - Milano, Pinacoteca di Brera.
- Sposalizio greco, olio su tela (1874) - Coll. ignota.
- Ritratto della moglie, olio su tela (1874-'79?) - Roma, Galleria de' Serpenti.
- Ritratto d'ignoto, olio su tela (1874-'80?) - Palermo, coll. privata.
- I funerali di Timoleonte, olio su tela (1874) - Palermo, Galleria d'Arte Moderna.
- Il tempio di Venere, olio su tela (1876) - Roma, Galleria Nazionale d'Arte Moderna.
- Le gioie della buona mamma, olio su tela (1877) - Palermo, coll. privata.
- L'ingresso di Giommaria Angioj in Sassari, bozzetto olio su tela (1877) - Genova, Wolfsoniana-FRCS.
- L'ingresso di Giommaria Angioj in Sassari, bozzetto olio su tela (1877) - Catania, Palazzo della Provincia.
- Appio Claudio risponde a Cinea di uscire prima d'Italia per poi trattare la pace, bozzetto olio su tela (1878) - Palermo, coll. privata.
- Tito Quinto dà la libertà ai greci, bozzetto e olio su tela (1878) - Palermo, coll. privata.
- Studio di donna in costume di Ittiri, olio su tela (1878-'80?) - Cagliari, Università degli Studi.
- Ritratto di G. A. Sanna, olio su tela (1878-'80?) - Sassari, Museo Nazionale G. A. Sanna.
- La Sardegna nelle varie epoche, affreschi (1878-'80) - Sassari, Palazzo della Provincia.
- La Giustizia; la Forza; la Sapienza; la Fama; la Fortuna; la Verità, affreschi (1878-'80) - Sassari, Palazzo della Provincia.
- Apoteosi di Vittorio Emanuele II, affresco (1878-'80) - Sassari, Palazzo della Provincia.
- Suicidio di Amsicora, sul cadavere di Iosto, suo figlio, nel campo di battaglia, carboncino su cartone preparatorio (1880) - Roma, Galleria Nazionale d'Arte Moderna.
- L'ingresso di Giommaria Angioj in Sassari, affresco (1879) - Sassari, Palazzo della Provincia.
- La proclamazione della Repubblica sassarese (Il Consiglio della Repubblica sassarese), affresco (1880) - Sassari, Palazzo della Provincia.
- Ballo sardo attorno ad un trofeo a Porto Torres per la cacciata dei mori dall'isola, carboncino su cartone preparatorio (1880) - Roma, Galleria Nazionale d'Arte Moderna.
- La morte di Anita Garibaldi, olio su tela (1880) - Palermo, coll. privata.
- Ritratto del Cavalier Luigi Usala, olio su tela (1880) - Cagliari, Pinacoteca Nazionale.
- Vestale con anfora, bozzetto olio su tela (1880-'90?) - Roma, coll. privata.
- La monaca di Monza, bozzetto olio su tela (1880-'90?) - Roma, Galleria de' Serpenti.
- Adunanza medioevale in una sala con trono, olio su tela (1880-'90?) - Palermo, Sicilcassa.
- La battaglia d'Imera, olio su tela (1881) - Catania, coll. privata.
- Corsa a piedi, olio su tela (1881) - Coll. ignota.
- Ritratto di Giselda Fojanesi Rapisardi, olio su tela (1881?) - Coll. ignota.
- Paesaggio, olio su tela (1882) - Catania, Museo Civico del Castello Ursino.
- Trionfo dei catanesi sui libici, olio su tela (1882) - Palermo, coll. privata.
- Battesimo di Cristo, olio su tela (1882) - Roma, Galleria de' Serpenti.
- Ritratto della figlia Caterina, olio su tela (1882-'92?) - Roma, coll. privata.
- Trionfo dei catanesi sui libici, tempera su tela (1883) - Catania, sipario del Teatro Massimo Bellini.
- Allegoria, affresco (1883-'84?) - Palermo, Orto Botanico.
- Allegoria delle Scienze e delle Arti, carboncino su cartone preparatorio (1884?) - Roma, Galleria Nazionale d'Arte Moderna.
- Il Passato, il Presente, l'Avvenire, carboncino su cartone preparatorio (1884?) - Roma, Galleria Nazionale d'Arte Moderna.
- La Verità scoperta dal Tempo, bozzetto olio su tela (1884) - Roma, Galleria de'Serpenti.
- La Verità scoperta dal Tempo, olio su tela (1884) - Catania, Museo Civico del Castello Ursino.
- Donna con ventaglio, olio su tela (1884) - Palermo, coll. privata.
- Allegoria delle Scienze e delle Arti, preparatorio tempera su tela (1884) - Messina, Museo Regionale.
- Allegoria delle Scienze e delle Arti, tempera (1884) - Andata distrutta.
- Una povera famiglia, bozzetto olio su tela (1884?) - Catania, coll. privata.
- Lezione di canto, acquerello su carta (1885) - Roma, coll. privata.
- Fuori dal tempio (1885) - Coll. ignota.
- Donna con schiava e parasole (Scena orientale), olio su tela ad encausto (1885) - Roma, Galleria de'Serpenti
- Profilo di donna, olio su tela (1885?) - Palermo, coll. privata.
- Vasaio greco, bozzetto olio su tela (1885) - Palermo, coll. privata.
- Saffo in casa di Zenone, olio su tela (1885) - Palermo, coll. privata.
- Offerta a Cerere, carboncino su cartone preparatorio (1885) - Roma, coll. privata.
- Preparativi per una festa, carboncino e tempera su cartone preparatorio (1885?) - Roma, Galleria Nazionale d'Arte Moderna.
- Un dolce disturbo, olio su tela (1885) - Palermo, coll. privata.
- Servante con specchiera, mobile in legno e specchio dipinto a olio (1885-1900?) - Roma, coll. privata.
- Hic manebimus optime, olio su tela (1886) - Coll. ignota.
- Ritratto della moglie, olio su tela (1887) - Palermo, Sovrintendenza del Teatro Massimo.
- L'attesa, trasparente (1887) - Palermo, coll. privata.
- Una povera famiglia, olio su tela (1887?) - Coll. ignota.
- Studi per il ritratto della moglie, inchiostro su carta (1887?) - Roma, coll. privata.
- Ritratto di Alfio Tomaselli, olio su tela (1888) - Palermo, coll. privata.
- L'abate Meli, olio su tela (1888?) - Catania, Palazzo della Prefettura.
- Ritratto di bambino, olio su tela (1888?) - Palermo, coll. privata.
- La battaglia d'Imera, olio su tela (1888) - Coll. ignota.
- Ritratto della signora Tomaselli, olio su tela (1890) - Palermo, coll. privata.
- Ritratto d'ignoto, olio su tela (1890?) - Zafferana Etnea, Municipio.
- Due figure, bozzetto olio su tela (1890?) - Roma, coll. privata.
- Le quattro stagioni, bozzetto olio su tela (1890) - Roma, Galleria Nazionale d'Arte Moderna.
- Episodio della spedizione di Pisacane a Sapri, olio su tela (1890) - Catania, Municipio.
- I Vespri Siciliani (La storia attraverso i secoli), bozzetto olio su tela (1890?) - Roma, Galleria Nazionale d'Arte Moderna.
- I Vespri siciliani, carboncino su cartone preparatorio (1890) - Roma, Galleria Nazionale d'Arte Moderna.
- Una bagnante, olio su tela (1890?) - Roma, coll. privata.
- Ritratto del signor A. C., olio su tela (1890?) - Roma, coll. privata.
- Le quattro stagioni, affresco (1890-'92) - Roma, coll. privata.
- Ritratto della nuora, olio su tela (1890-'95?) - Roma, coll. privata.
- Allegoria, bozzetto olio su tela (1890-'95?) - Roma, coll. privata.
- Il carro di Apollo, bozzetto olio su tela (1890-1900?) - Roma, coll. privata.
- Vaso con rappresentazione di visi di donna e applicazioni di foglie d'edera, vaso dipinto (1890-1900?) - Roma, coll. privata.
- Nudo di donna con fiori, piatto dipinto (1890-1900?) - Roma, coll. privata.
- Ritratto di Signora, olio su tela (1891) - Roma, coll. privata.
- Restauratio Aerarii, bozzetto olio su tela (1893-'94?) - Palermo, Sicilcassa.
- Restauratio Aerarii, olio su tela (1894) - Catania, Municipio.
- Uscita di Ruggero II, re di Sicilia, dal Palazzo Reale, tempera su tela (1894-'96) - Palermo, Sovrintendenza del Teatro Massimo.
- Il vittimaro (La martire cristiana), olio su tela (1895) - Palermo, Galleria d'Arte Moderna.
- L'altalena, olio su tela (1895) - Catania, Palazzo della Prefettura.
- Due bambini, olio su tela (1895?) - Roma, coll. privata.
- Il trionfo di Bacco, bozzetto olio su tela (1896) - Catania, coll. privata.
- Il trionfo di Bacco, olio su tela (1896) - Coll. ignota.
- Puttino e angelo, carboncino su cartone preparatorio (1896?) - Roma, Galleria Nazionale d'Arte Moderna.
- Due angeli, carbonino su cartone preparatorio (1896?) - Roma, Galleria Nazionale d'Arte Moderna.
- Assunta, carboncino su cartone preparatorio (1896) - Roma, Galleria Nazionale d'Arte Moderna.
- Angelo danzante, carboncino su cartone preparatorio (1896) - Roma, Galleria Nazionale d'Arte Moderna.
- La Madonna dell'Elemosina, bozzetto olio su tela (1896) - Modena, coll. privata.
- Frate Geremia davanti a Papa Eugenio IV, bozzetto olio su tela (1896) - Modena, coll. privata.
- Il passaggio dalle tenebre alla luce; la Madonna della Misericordia; Pellegrinaggio; I peccati capitali; L'Assunta; San Matteo; San Luca; San Giovanni; San Marco, affreschi (1896-'98) - Catania, Basilica Collegiata di S. Maria dell'Elemosina.
- Frate Geremia davanti a Papa Eugenio IV, olio su tela (1898) - Catania, Basilica Collegiata "S. Maria dell'Elemosina".
- La Madonna dell'Elemosina, olio su tela (1898) - Catania, Basilica Collegiata "S. Maria dell'Elemosina".
- L'aurora, affresco (1898?) - Arpino, Frosinone, Palazzo Sangermano, ex Scuola Apostolica dei Padri Barnabiti.
- L'aurora, olio su tela (1898?) - Catania, coll. privata.
- La Madonna dei bambini, olio su tela (1898) - Catania, Chiesa di S. Agata la Vetere.
- La Madonna del Divin Amore, olio su tela (1898) - Montepulciano, coll. privata.
- Con il benessere fioriscono le Arti e le Scienze, olio su tela ad encausto (1898-'99?) - Zafferana Etnea, Municipio.
- La Ricchezza, bozzetto olio su tela (1898-1902?) - Roma, coll. privata.
- Madonna con Pupù, olio su tela (1899) - Roma, coll. privata.
- Io sono la luce del mondo, olio su tela (1900) - Acireale, Accademia degli Zelanti.
- Madonna con Bambino, bozzetto olio su tela (1900) - Catania, coll. privata.
- Madonna con Bambino, olio su tela (1900?) - Modena, coll. privata.
- Il malatino, olio su tela (1900?) - Roma, coll. privata.
- Un bambino, olio su tela (1900?) - Modena, coll. privata.
- Campanile, olio su tela (1900?) - Roma, coll. privata.
- Panorama, olio su tela (1900?) - Roma, coll. privata.
- Il villino, olio su tela (1900?) - Roma, coll. privata.
- Allegoria con figure femminili, carboncino e tempera su cartone (1900-'04?) - Roma, Galleria Nazionale d'Arte Moderna.
- La baronessa Cerere che scende le scale, bozzetto olio su tela (1900-'05?) - Roma, coll. privata.
- Nudo di giovinetta, olio su tela (1900-'06?) - Roma, coll. privata.
- La Fama, carboncino su cartone (1900-'07?) - Roma, Galleria de' Serpenti.
- Le due sorelle, bozzetto olio su tela (1900-'10?) - Modena, coll. privata.
- Lezione di canto, bozzetto olio su tela (1900-'10?) - Modena, coll. privata.
- Ponte, olio su tela (1900-'10?) - Roma, coll. privata.
- Paesaggio con alberi, olio su tela (1900-'10?) - Roma, Galleria de' Serpenti.
- Ritratto di donna, olio su tela (1900-'10?) - Roma, coll. privata.
- Saffo demente, olio su tela (1900-'10?) - Palermo, Fondazione Mormino.
- Ritratto di donna con velo, olio su tela (1900-'10?) - Catania, coll. privata.
- Saffo pazza, olio su tela (1901?) - Catania, coll. privata.
- Ritratto della nuora, olio su tela, (1901) - Roma, coll. privata.
- Mezzo busto di vecchio, olio su tela (1900-'10?) - Roma, coll. privata.
- Il genio dell'istruzione, preparatorio a tecnica mista su tela (1901) - Palermo, Sovrintendenza Teatro Massimo.
- La Rimunerazione, olio su tela (1901?) - Roma, coll. privata.
- Sacro Cuore, olio su tela (1902) - Acireale, Basilica Cattedrale.
- La Rimunerazione, preparatorio olio su tela (1902?) - Palermo, Sovrintendenza Teatro Massimo.
- Scena di vendemmia: danza con suonatore di cornamusa, disegno ad acquerello su cartone preparatorio (1902?) - Roma, Galleria Nazionale d'Arte Moderna.
- Scena di vendemmia: figura femminile, disegno ad acquerello su cartone preparatorio (1902?) - Roma, Galleria Nazionale d'Arte Moderna.
- La battaglia d'Aquilio, carboncino su cartone preparatorio (1902-'03?) - Acireale, Accademia degli Zelanti.
- San Sebastiano dopo il martirio, bozzetto olio su tela (1902-'03?) - Catania, coll. privata.
- Le baccanti, bozzetto carboncino su cartone (1902-'05?) - Acireale, coll. privata.
- Flora, bozzetto carboncino su cartone (1902-'05?) - Roma, Galleria Arco Farnese.
- Il genio dell'istruzione, carboncino su cartone preparatorio (1902-'05?) - Acireale, coll. privata.
- Il genio dell'istruzione, affresco (1902-'05) - Acireale, Palazzo Calanna.
- La Rimunerazione, affresco (1902-'05?) - Acireale, Palazzo Calanna.
- Il Silenzio e il Sonno, bozzetto carboncino su cartone (1902-'05?) - Acireale, Accademia degli Zelanti.
- Il Silenzio e il Sonno, affresco (1902-'05?) - Acireale, Palazzo Calanna.
- Le quattro stagioni, bozzetto olio su tela (1902-'05) - Roma, coll. privata.
- Scena di vendemmia: donna che raccoglie uva da una vite, carboncino su cartone preparatorio (1902-'05?) - Roma, Galleria Nazionale d'Arte Moderna.
- Scena di vendemmia: donna china su un cesto, carboncino su cartone preparatorio (1902-'05?) - Roma, Galleria Nazionale d'Arte Moderna.
- Scena di vendemmia: donne con cesti, carboncino su cartone preparatorio (1902-'05?) - Roma, Galleria Nazionale d'Arte Moderna.
- Iride, bozzetto olio su tela (1902-'05?) - Roma, coll. privata.
- Iride, affresco (1902-'05?) - Acireale, Palazzo Calanna.
- Le baccanti, affresco (1902-'05) - Acireale, Palazzo Calanna.
- Figura d'angelo che regge uno stendardo, affresco (1902-'05?) - Acireale, coll. privata.
- San Sebastiano dopo il martirio, olio su tela (1903?) - Catania, Municipio.
- La battaglia d'Aquilio, olio su tela (1903) - Acireale, Palazzo Calanna.
- Michelina, olio su tela (1903) - Acireale, coll. privata.
- Madre con bimbo, olio su tela (1903) - Palermo, coll. privata.
- Apoteosi di San Sebastiano, tempera su cartone (1903) - Acireale, Accademia degli Zelanti.
- Evangelista, bozzetto a tecnica mista su cartone (1904?) - Acireale, coll. privata.
- Evangelista con angelo, bozzetto a tecnica mista su cartone (1904?) - Acireal, coll. privata.
- Trionfo della civiltà, olio su tela (1904) - Roma, coll. privata.
- La confidenza, affresco (1904) - Acireale, Palazzo Calanna.
- Volta della Cattedrale di Acireale, due bozzetti olio su tela (1904?) - Acireale, coll. privata.
- L'Eterno Padre con i quattro Profeti; La Fede; L'Annunciazione; Santa Venera e il coro delle vergini, affreschi (1904-'07) - Acireale, Basilica Cattedrale.
- La Fede, olio su tela (1904-'07?) - Acireale, coll. privata.
- Le quattro stagioni, affresco (1905) - Acireale, Palazzo Calanna.
- Sant'Agostino; San Pasquale; Sant'Antonio; Arc. Gabriele, carboncino su cartone preparatorio (1905) - Acireale, coll. privata.
- Arcangelo Raffaele; Sant'Enrico, La Madonna, carboncino su cartoni preparatori (1905) - Acireale, coll. privata.
- La Madonna; Sant'Agostino; Arcangelo Gabriele; San Pasquale; San Giuseppe; Sant'Antonio; Arcangelo Raffaele; Sant'Enrico, affreschi (1905) - Acireale, Cappella del Castello dei Pennisi di Floristella.
- Due bagnanti, carboncino su cartone (1905?) - Roma, Galleria Emporio Floreale.
- L'adultera, bozzetto olio su tela (1905?) - Roma, coll. privata.
- Ritratto del figlio Eugenio e della nipote Sofia, olio su tela (1905-'06?) - Palermo, Sovrintendenza del Teatro Massimo.
- Ritratto Morisani, olio su tela (1905-'10?) - Palermo, coll. privata.
- Pronte per il passeggio, olio su tela (1905-'10?) - Agrigento, coll. privata.
- L'Eterno Padre con i quattro profeti, carboncino su cartone preparatorio (1906) - Acireale, Accademia degli Zelanti.
- Profeti, carboncino su cartoni preparatori (1906?) - Acireale, Accademia degli Zelanti.
- Annunciazione e angeli, carboncino su cartoni preparatori (1906?) - Acireale, Accademia degli Zelanti.
- L'orchestra degli angeli, carboncino su cartoni preparatori (1906?) - Acireale, Accademia degli Zelanti.
- Due angeli che sorreggono uno stendardo, carboncino su cartoni preparatori (1906?) - Acireale, Accademia degli Zelanti.
- Santa Venera e il coro delle vergini, carboncino su cartoni preparatori (1906?) - Acireale, Accademia degli Zelanti.
- Ritratto del sindaco Francesco Samperi Melita, olio su tela (1906?) - Acireale, Accademia degli Zelanti.
- L'adultera, olio su tela (1906) - Roma, coll. privata.
- Giulio Cesare, olio su tela (1906?) - Catania, Municipio.
- Ritratto della nipote Anna a 16 anni, olio su tela (1906) - Modena, coll. privata.
- Presepe, olio su tela (1908) - Catania, Municipio.
- Ritratto di gentiluomo, olio su tela, Museo Fortunato Calleri di Catania.
- Scena pompeiana, olio su tela (1880), Napoli, coll. privata.

## Galleria d'immagini

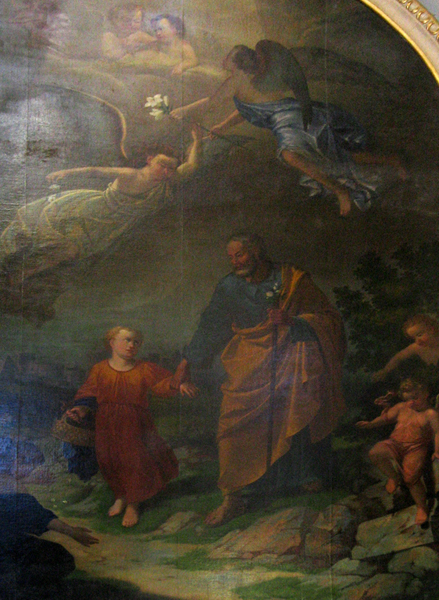
San Giuseppe col Bambino (1854), Chiesa Madre, Zafferana Etnea (CT).
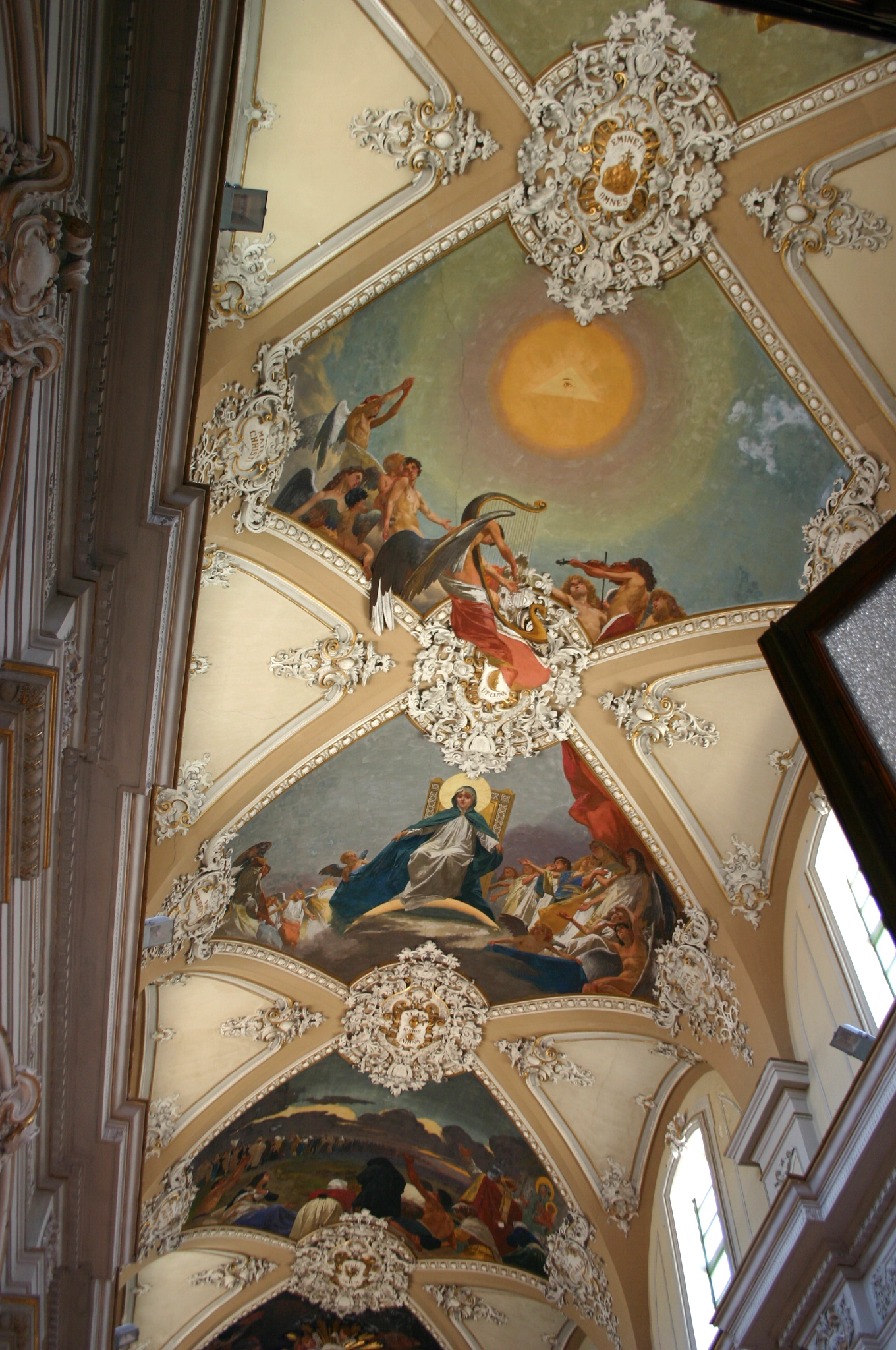
Affreschi della volta (1896-'98), Basilica della Collegiata, Catania.
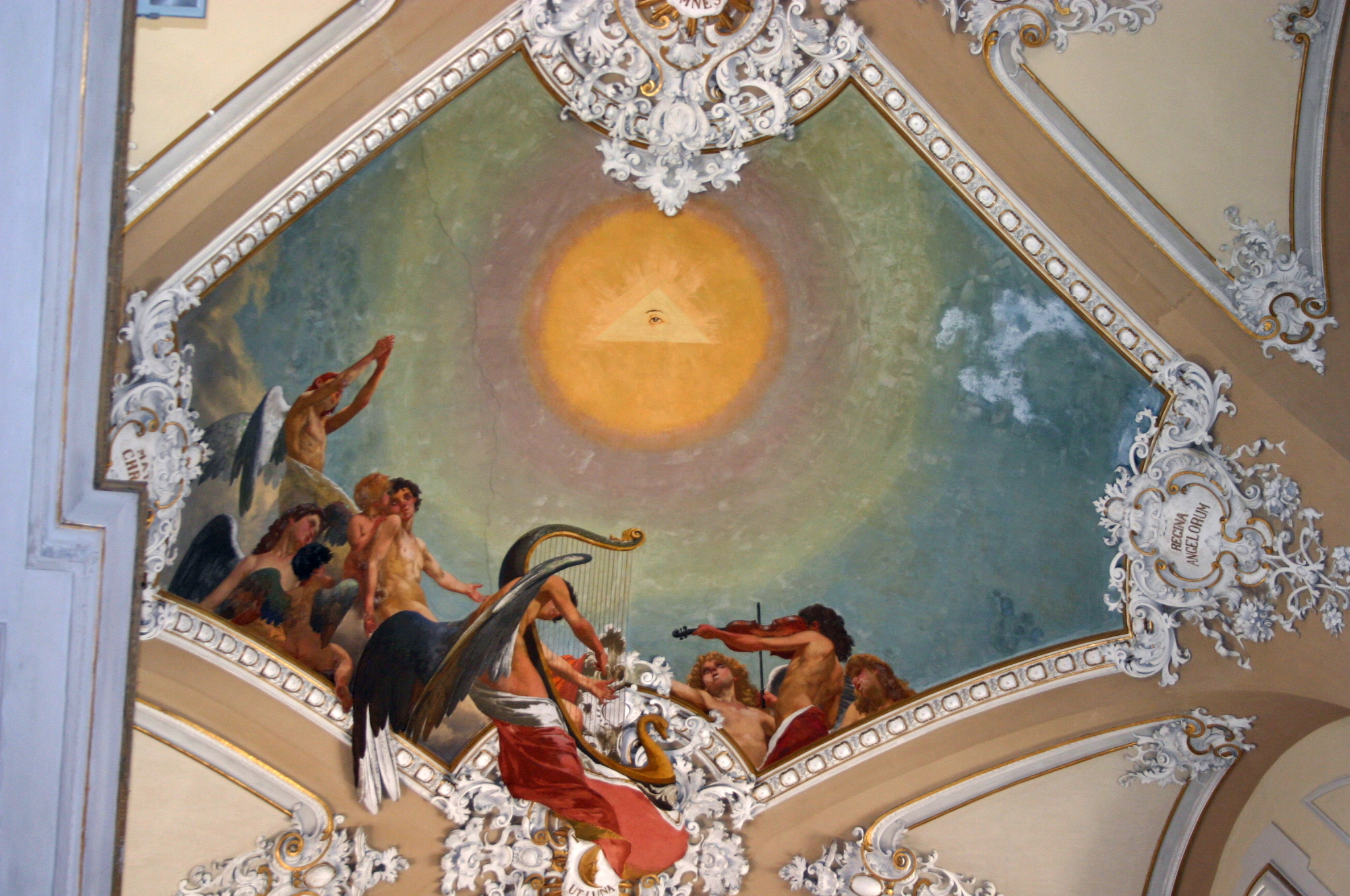
Il passaggio dalle tenebre alla luce (1896-'98), Basilica della Collegiata, Catania.
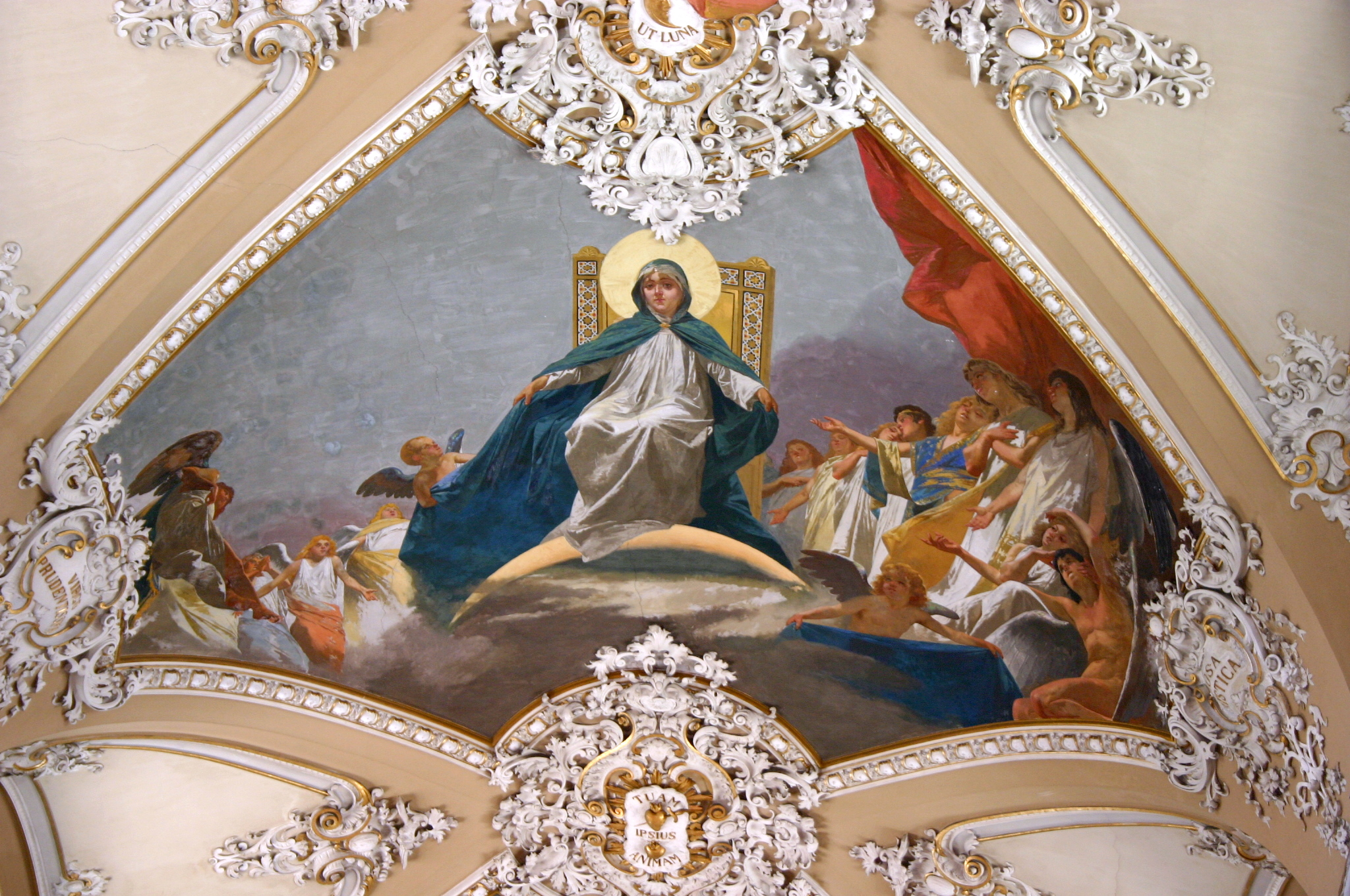
La Madonna della Misericordia (1896-'98), Basilica della Collegiata, Catania.
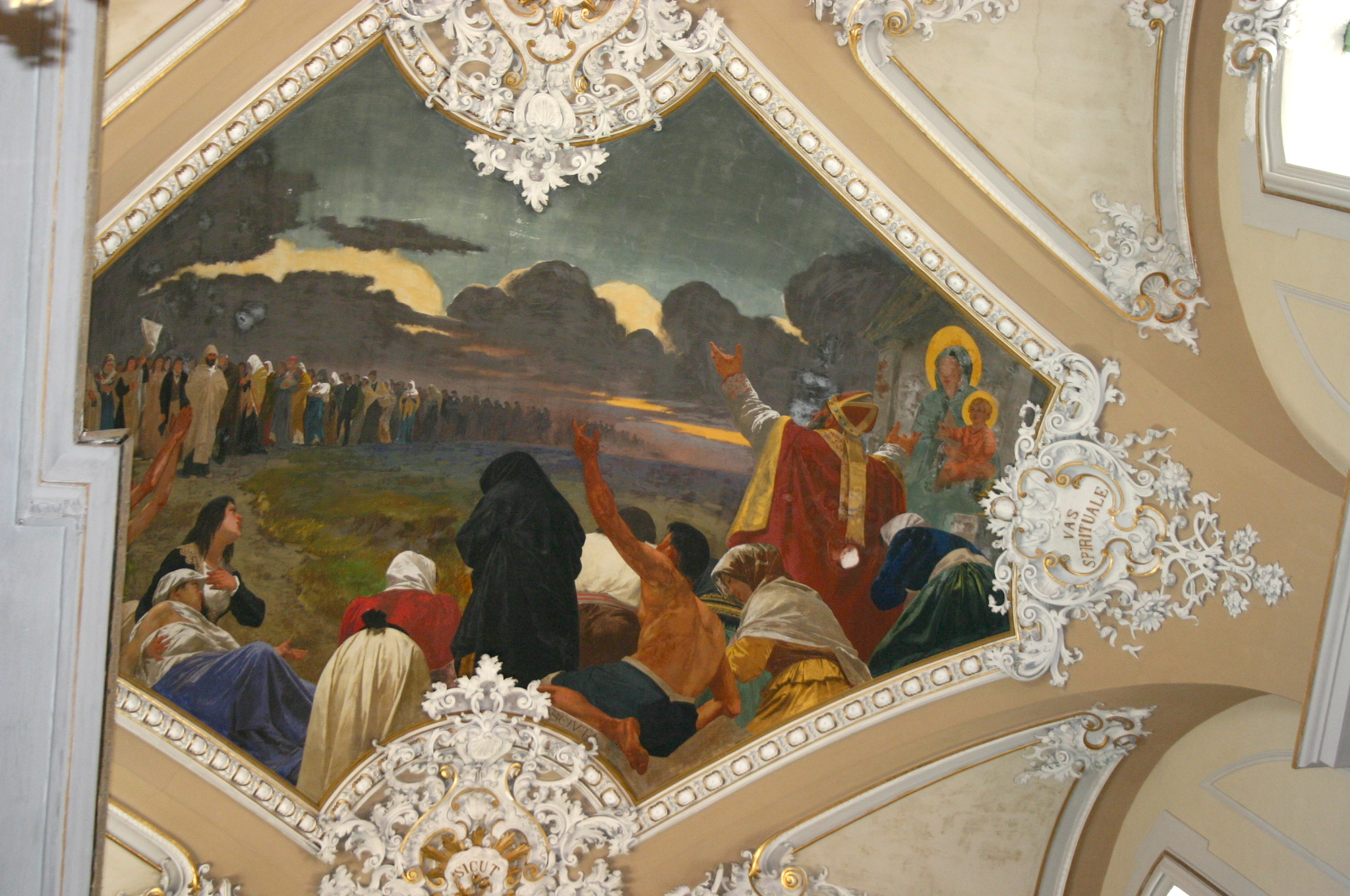
Pellegrinaggio (1896-'98), Basilica della Collegiata, Catania.
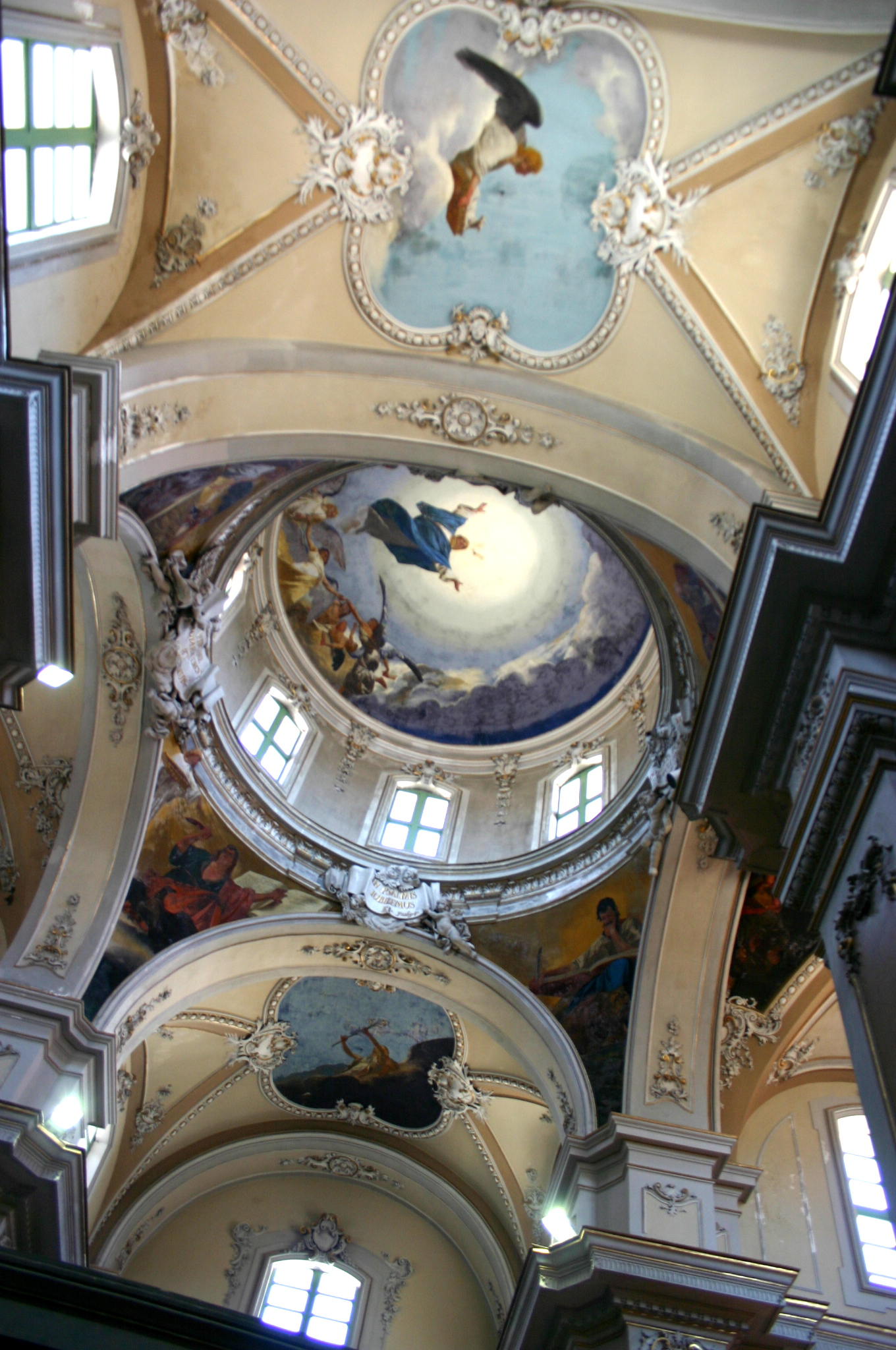
L’Assunta e I quattro evangelisti (1896-'98), Basilica della Collegiata, Catania.
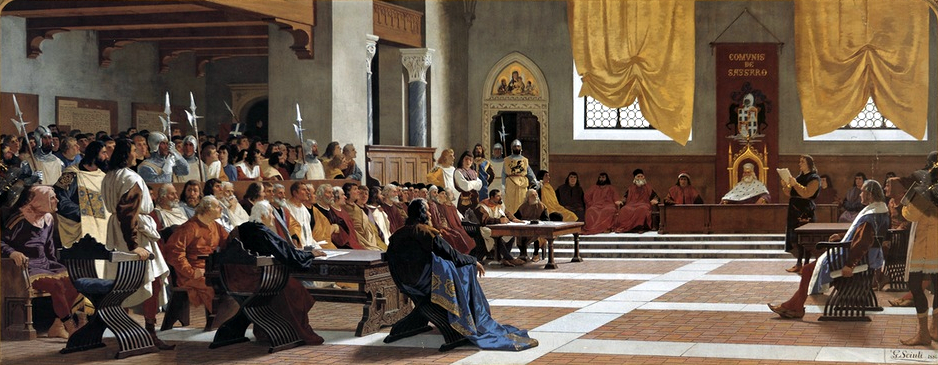
La proclamazione della Repubblica sassarese (Il Consiglio della Repubblica sassarese) (1880), Palazzo della Provincia, Sassari.

## Luoghi dedicati a Giuseppe Sciuti

### Vie
- Acireale (CT)
- Giarre (CT)
- Palermo
- Roma
- Zafferana Etnea (CT)

### Piazze
- Cannizzaro, frazione di Aci Castello (CT)
- Catania